# 吉井美弥子
吉井 美弥子（よしい みやこ、1959年3月 - ）は、日本の日本文学研究者。専門は『源氏物語』を中心とする平安王朝文学。本名は小森 美弥子。

## 略歴
早稲田大学第一文学部卒業。早稲田大学大学院文学研究科博士後期課程単位取得満期退学。1990年、窪田空穂賞受賞。1991年、桐朋学園芸術短期大学部文科専任講師、1995年同助教授、2003年同教授。2018年、和洋女子大学人文学部教授。